# 지평선중학교
지평선중학교(地平線中學校)는 대한민국 전북특별자치도 김제시 성덕면 묘라리에 있는 사립 중학교이다.

## 학교 연혁
- 2002년 10월 18일 : 지평선 중학교 설립 인가
- 2003년 3월 : 초대 교장 김영봉 취임
- 2003년 3월 6일 : 지평선 중학교 입학식 및 개학식(3학급 정원 60명)
- 2004년 2월 13일 : 제1회 졸업식(졸업생 8명)
- 2004년 11월 5일 : 공예관(서관요) 준공
- 2007년 5월 : 남기숙사, 목공실 준공. 여기숙사 리모델링
- 2008년 3월 : 자율학교 연장
- 2009년 3월 5일 : 본관 기공식
- 2009년 11월 : 본관(1) 완공
- 2010년 3월 : 연화관(여자기숙사) 완공, 지평선고등학교 개교
- 2010년 11월 : 지평선고등학교 본관 준공
- 2012년 5월 : 지평선학교 도서관 지혜의 숲 개관식
- 2015년 3월 : 혁신학교 재지정(2012년 지정)
- 2023년 12월 : 제21회 지평선중학교 졸업식 (졸업생 29명)
- 2024년 3월 : 제22회 지평선중학교 입학식 (신입생 40명)

## 참고 자료
- 지평선중학교 - 한국교육학술정보원 학교알리미